# 포터 홀

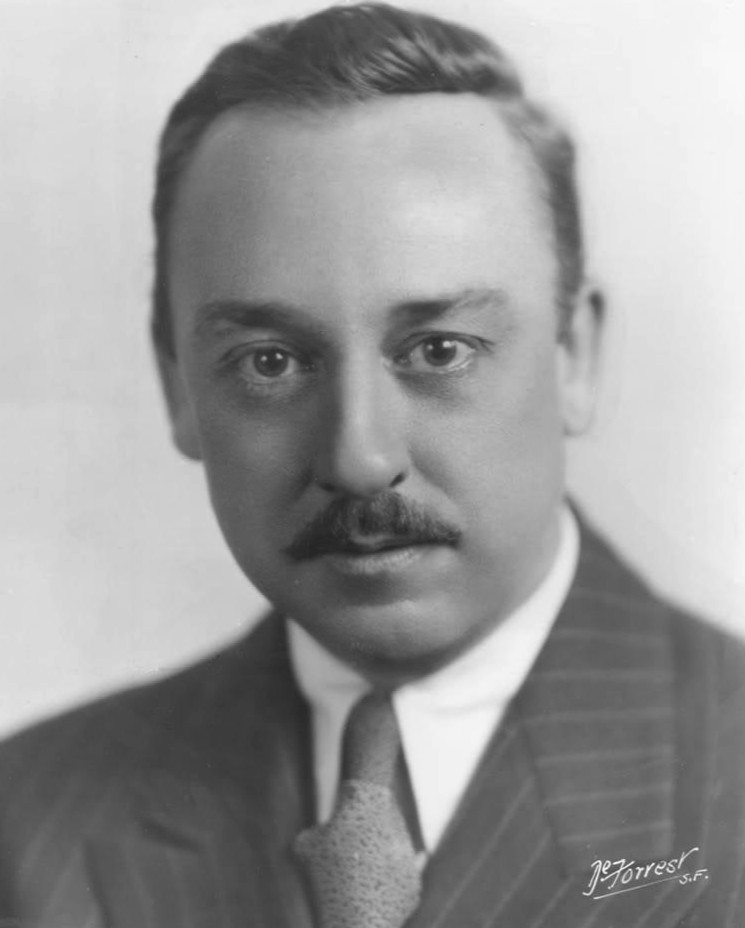

포터 홀(Clifford Porter Hall, 1888년 9월 19일 ~ 1953년 10월 6일)은 미국의 연극 배우, 영화배우, 텔레비전 배우이다.
신시내티에서 태어났으며 로스앤젤레스에서 사망하였다. 사인은 심근 경색이다. 포리스트 론 메모리얼 파크에 매장되었다.

## 영화
- 비장의 술수 (1951년)
- 더 뷰티풀 브론드 프럼 배쉬풀 벤드 (1949년)
- 사막의 침입자 (1949년)
- 유 가터 스테이 해피 (1948년)
- 정복되지 않는 사람들 (1947년)
- 34번가의 기적 (1947년) - 그랜빌 소이어 역
- 키스 앤 텔 (1945년)
- 블러드 온 더 선 (1945년)
- 더 마크 오브 더 휘슬러 (1944년)
- 모간 크리크의 기적 (1944년)
- 이중 배상 (1944년)
- 나의 길을 가련다 (1944년)
- 설리반의 여행 (1942년)
- 그의 연인 프라이데이 (1940년)
- 스미스씨 워싱톤 가다 (1939년)
- 소울스 앳 씨 (1937년)
- 내일을 위한 길 (1937년)
- 장군 새벽에 죽다 (1936년)
- 평원의 사나이 (1936년)
- 과학자의 길 (1936년)
- 그림자 없는 남자 (1934년)